# Национал-социалистический союз учителей
Национа́л-социалисти́ческий сою́з учителе́й (нем. Nationalsozialistischer Lehrerbund (NSLB)) — общественная организация в нацистской Германии, объединявшая в своих рядах воспитателей, учителей и преподавателей. Руководитель союза имел титул Reichswalter.

## История создания
Создан в 1927 году как крыло НСДАП. На союз была возложена ответственность за осуществление политико-мировоззренческой ориентации всех преподавателей в духе национал-социализма.
В состав союза входили следующие объединения специалистов:
1. Преподаватели высших учебных заведений.
2. Преподаватели полных средних школ.
3. Преподаватели неполных средних школ.
4. Преподаватели народных школ.
5. Преподаватели специализированных школ (школ для глухонемых, слепых, закрытые школы, вспомогательные школы).
6. Преподаватели производственных школ и средних специальных училищ (торговые школы, ремесленные училища, производственные школы и средние специальные училища, технические учебные заведения, школы домоводства).
7. Социально-педагогические профессии:

- воспитательницы детских садов, воспитательницы в группах продлённого дня, воспитательницы по внешкольной работе;
- социально-педагогические учебные заведения.

В отдельных областях союзом были учреждены суды, занимавшиеся рассмотрением и улаживанием споров.
С 1 июня 1936 года союз являлся корпоративным членом национал-социалистического общества «Сила через радость». Каждый член НССУ имел право принимать участие во всех мероприятиях общества «Сила через радость» на тех же условиях, что и члены общества.
Союз имел печатный орган Nationalsozialistische Lehrerzeitung.

## Руководители
- (1927—1935) Ганс Шемм.
- (1935—1945) Фриц Вехтлер.